# Pułkowice
Pułkowice – wieś w Polsce położona w województwie pomorskim, w powiecie kwidzyńskim, w gminie Ryjewo.
Wieś królewska Połkowice położona była w II połowie XVI wieku w województwie malborskim. W latach 1975–1998 miejscowość administracyjnie należała do województwa elbląskiego.

## Z kart historii
W 1920 roku podczas przegranego przez Polaków plebiscytu na Powiślu miejscowa ludność opowiedziała się w 67,67% za Polską. Mimo opcji propolskiej mieszkańców, wieś pozostała na obszarze Niemiec. W okresie międzywojennym Pułkowice stanowiły ośrodek polskości.